# Трећи латерански сабор
Трећи латерански сабор је једанаести васељенски (екуменски) сабор по Католичкој цркви. Сабор је одржан марта 1179. године после још једног сукоба између папства и цара Светог римског царства Фридриха Барбаросе. Сазвао га је папа Александар III. Био је то први концил за који постоји сачуван списак учесника; свих саборских отаца је било 1000, од њих 302 бискупа.
Двадесет седам концилских капитула односе се, пре свега, на спречавање будућих раскола око избора папе. Тада је већина кардиналских гласова неопходна за избор папе повећана на двотрећинску. Забрањено је умножавање служби и оспорено устоличавање бискупа млађих од 30 година. Трећи латерански концил бавио се и питањем јереси: изопштио је албижане и без осуде одбио улење присталица Петра Валда који ће касније и сами постати јеретичка секта. 